# Lanczinger Mátyás
Lanczinger Mátyás (Budapest, 1981. március 9.–) animációs tervezőművész, képregényrajzoló, illusztrátor, több pályázat nyertese, illetve dobogósa.

## Életpályája
Lanczinger Mátyás 2009-ben végzett a Moholy-Nagy Művészeti Egyetem animáció szakán. Első, nyomtatásban is megjelent képregényét 2002-ben közölte a Kretén humormagazin. Tohuvabohu című munkájával 2004-ben harmadik helyezést ért el a Vadkelet képregénypályázaton. A pályázat több résztvevője ekkor hozta létre a Magyar Képregény Akadémia alkotócsoportot. Rendszeresen publikált a csoport lapjában, a Pinkhellben, részt vett valamennyi kiállításukon.
2006 elején második lett az Art Comix pályázatán, 2008 nyarán pedig megosztott első díjat nyert a Mátyás, a király képregénypályázaton. Újabb képregényei megjelentek a Fekete-Fehér Képregényantológiában és a Papírmoziban.

## Alkotásai

### Képregények
- Vilagvege.hu (Kretén 58, 2002)
- Bradör (Kretén 58, 2002)
- Blama (Kretén 59, 2003)
- Pop-art (Kretén 73, 2005)
- Tohuvabohu (Pinkhell 0-1, 2005-2006)
- Alkotói válság (Fekete-Fehér Képregényantológia 4, 2006)
- Főzőcske (Fekete-Fehér Képregényantológia 4, 2006)
- Guta nyomozó esetei: A csinovnyik halála (Fekete-Fehér Képregényantológia 5, 2006)
- Nero Blanco: A tanácsadó (írta Bayer Antal, Eduárd fapados képregényújság 5, 2006)
- Mikulás besokall (Kretén 82, 2006)
- Guta nyomozó esetei: A sárga parókás nő (Pinkhell 2, 2006)
- Üdvözlet Budapestről (írta Oroszlány Balázs, rajzolta Felvidéki Miklós és Lanczinger Mátyás, a „Kép-regény-szabadság” óriásplakát-kiállítás programfüzete, majd Pinkhell 4, 2007)
- Gödörben (5 órás képregény, Panel különszám 2, 2009)
- Mátyás király és az okos lány (Mátyás, a király képregényantológia, 2009)
- Mátyás király és a vadonatúj, Joravallo-féle stoplis cipők (Balázs Attila "Lassú vagy, Betmöny" c. novellája alapján, Mátyás a király képregényantológia, 2009)
- Mégis mi a fa*omról csináljak képregényt? (Fa*zzine 1, 2009)
- Tizenharmadik (írta Szabó Jenő, HVG 2010/51-52)

### Illusztrációk, címlapok
- Reklamáció (Kemenes Tamás írásához, Kretén 82, 2006)
- Jólesz Jakab (Litera.hu, 2006)
- Lisa Lutz: Spellman nyomozóiroda (címlap, Konkrét Könyvek, 2009)
- Buborékhámozó képregényes szaklap (címlap, 2010)

### Animációk és videók
- Dietrich
- Freakdance
- Self-ID
- A Curtis-határ
- Csoffanat
- Hilda a kádban
- Mome-ID
- Snickers-reklámok
- Fat Girl
- Owlie and Dawie
- Kaff 2007 - ID.
- Ejnye - street art-videó (Góg Emesével)
- All That Cats (2009)
- A 6. Magyar Képregényfesztivál reklámfilmje (2010)

## Kiállítások

### Egyéni kiállítások
- Lanczingerz on the wall (Budapest, Puskin kávéház, 2010. április 15.-május 1.)

### Csoportos kiállítások
- FrameUp (22. Helsinki Képregényfesztivál, 2007. szeptember)
- FrameUp (Animated Dreams Festival, Tallinn, 2007 ősz)
- FrameUp (Holdudvar, Budapest, 2008. április)
- Mai magyar képregényrajzolók (Lyon, Raconte moi la terre könyvesbolt és kávéház, 2010. június 7-27.)
- Pinkhell (Bartók32 galéria, Budapest, 2010. december - 2011. január)

## Elismerések, díjak
- III. díj a Vadkelet Flash-animációs képregénypályázaton (2004)
- II. díj az Art Comix képregénypályázatán (2006)
- I. díj (megosztva) a Mátyás, a király képregénypályázaton (2008)
- III. díj a Netpercesek pályázaton
- Canal+ díj, E-magiciens Festival, Valenciennes, Franciaország (2009)
- 2010 legjobb pályakezdő kreatívjai (HG)
- Alfabéta-díj legjobb képregényes adaptáció kategóriában (2010)